# Oionos
Oionos (altgriechisch Οἰωνός Oiōnós, deutsch ‚Raubvogel‘) ist in der griechischen Mythologie ein Sohn des Likymnios und der Perimede, der Schwester Amphitryons. Seine Brüder sind Argeios und Melas.
Oionos war der erste Olympionike im Stadionlauf, der ursprünglich einzigen Disziplin der Wettkämpfe, während der von Herakles veranstalteten Olympischen Spiele und kam am Kopf eines bewaffneten Trupps aus Midea nach Olympia.
Oionos war Freund und Begleiter des Herakles, zugleich über die Halbschwester seines Vaters, Alkmene, ein Vetter des Helden. Als er mit diesem in Sparta  weilte und durch die Stadt streifte, griff ihn unversehens ein Hund an. Er wehrte sich erfolgreich mit einem Stein, doch nun kamen die Besitzer des Hundes, die Söhne des Hippokoon, des Königs von Sparta, aus dem Haus gerannt und erschlugen ihn mit Keulen. Herakles, äußerst aufgebracht über das Geschehen, entfesselte sofort einen Kampf, wurde aber von den Hippokooniden verwundet und musste sich zurückziehen. Später kehrte er zurück, rächte den Oionos und tötete Hippokoon und dessen zwanzig Söhne.
Noch Pausanias zeigte man das Grab des Oionos in Sparta neben dem Heiligtum des Herakles.